# Bombus pensylvanicus
Bombus pensylvanicus là một loài Hymenoptera trong họ Apidae. Loài này được De Geer mô tả khoa học năm 1773.

## Hình ảnh

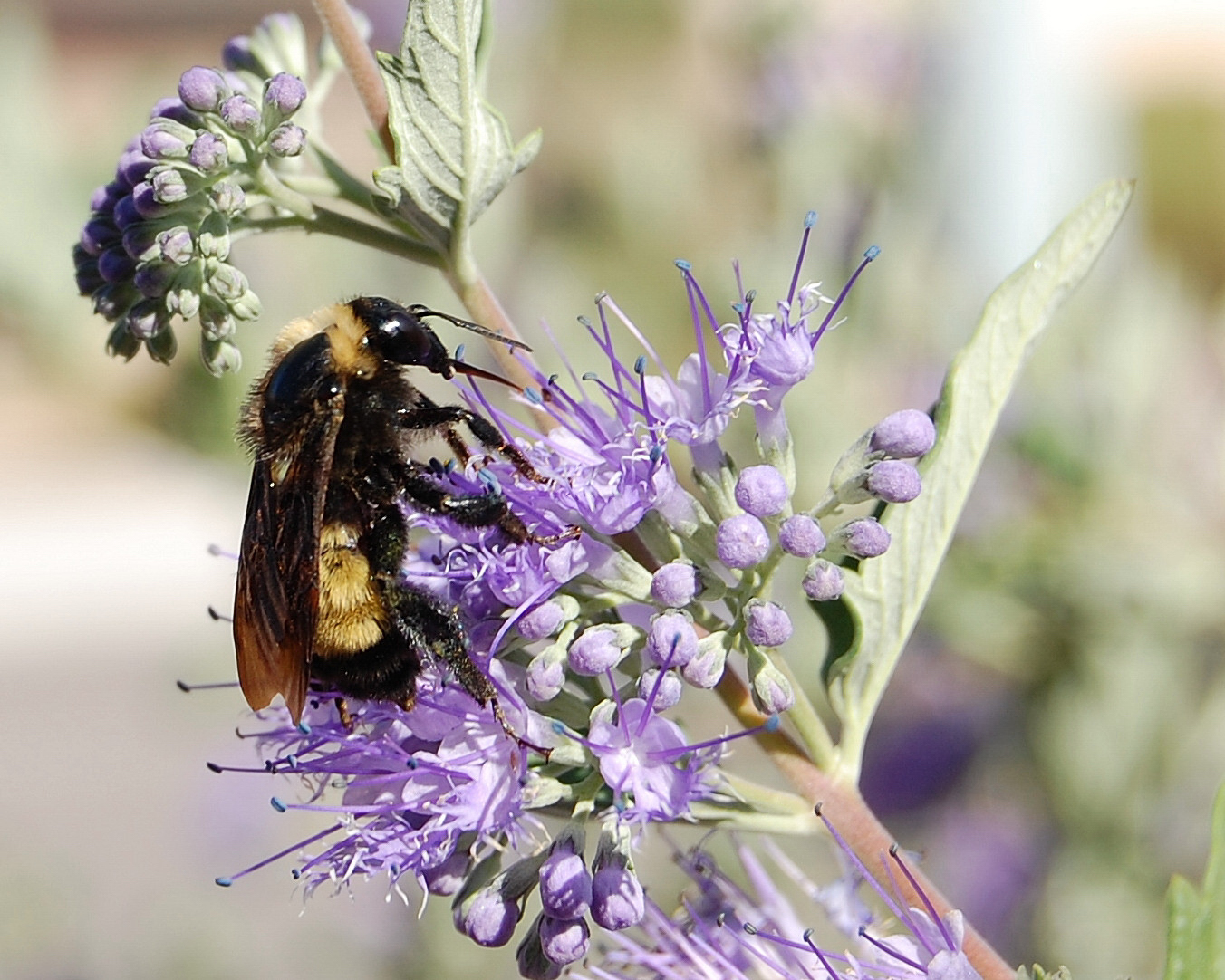
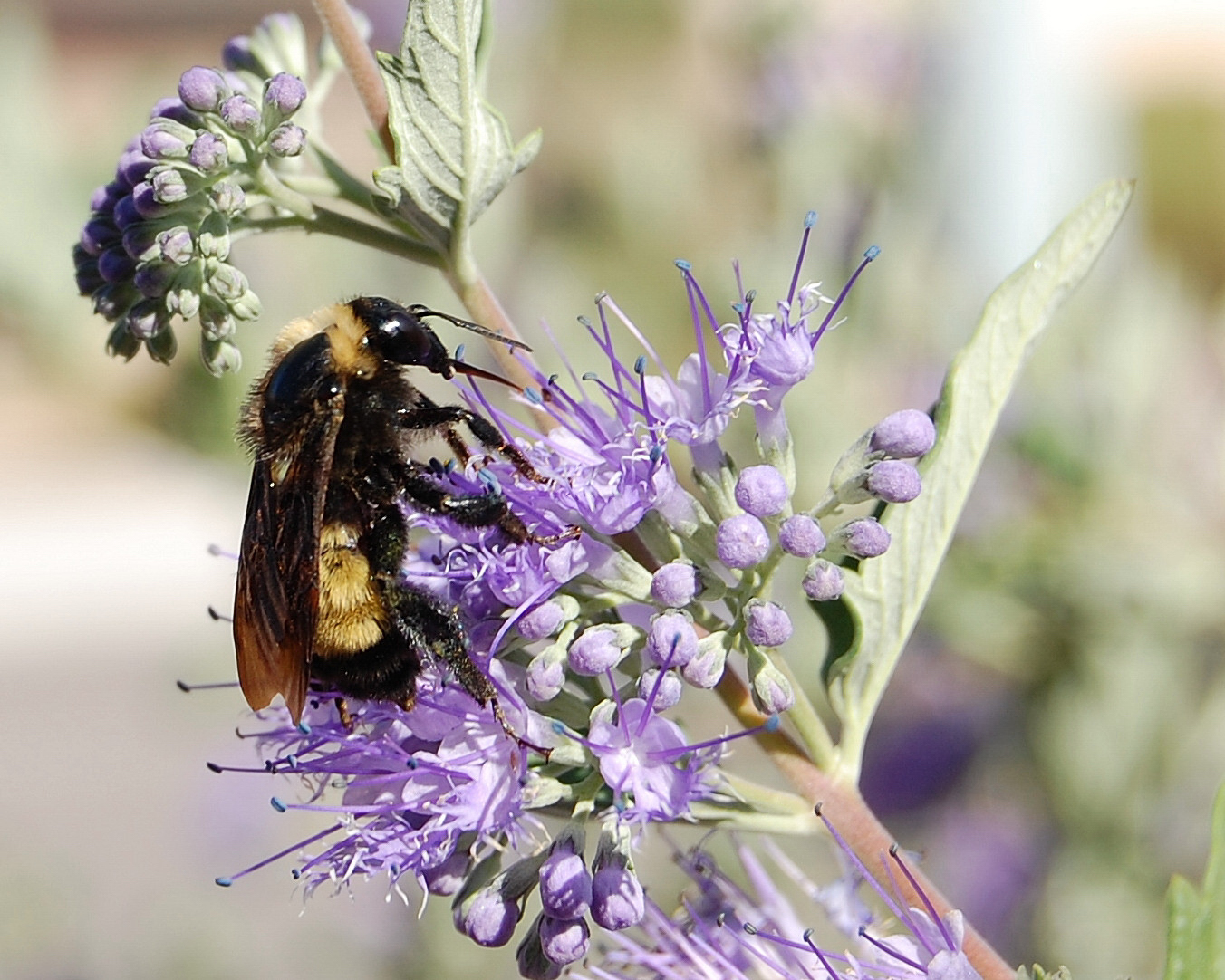